# Donauried
Donauried este o arie protejată (sit de importanță comunitară — SCI, arie de protecție specială avifaunistică — SPA) din Germania întinsă pe o suprafață de 4.253,18 ha, integral pe uscat.

## Localizare
Centrul sitului Donauried este situat la coordonatele 48°30′11″N 10°12′49″E / 48.5031°N 10.2136°E.

## Înființare
Situl Donauried a fost declarat arie de protecție specială avifaunistică în noiembrie 2007 pentru a proteja 32 de specii de animale. Situl a fost protejat și ca sit de importanță comunitară în noiembrie 2007.

## Biodiversitate
Situată în ecoregiunea continentală, aria protejată nu include niciun habitat protejat.
La baza desemnării sitului se află mai multe specii protejate de  păsări (32): rață fluierătoare (Anas penelope), rață cârâitoare (Anas querquedula), ciuf de câmp (Asio flammeus), barză albă (Ciconia ciconia ciconia), erete de stuf (Circus aeruginosus), erete vânăt (Circus cyaneus), erete cenușiu (Circus pygargus), porumbel de scorbură (Columba oenas), prepeliță (Coturnix coturnix), cristeiul de câmp (Crex crex), ciocănitoarea de stejar (Dendrocopos medius), ciocănitoare neagră (Dryocopus martius), egretă albă (Egretta alba), presură sură (Emberiza calandra), șoimul rândunelelor (Falco subbuteo), muscar-gulerat (Ficedula albicollis), becațină comună (Gallinago gallinago), sfrâncioc roșiatic (Lanius collurio), sfrâncioc mare (Lanius excubitor excubitor), grelușelul-de-tufiș (Locustella fluviatilis), Luscinia svecica cyanecula, gaia roșie (Milvus milvus), codobatura galbenă (Motacilla flava), Numenius arquata arquata, viespar (Pernis apivorus), bătăuș (Philomachus pugnax), ciocănitoare verzuie (Picus canus), cresteț pestriț (Porzana porzana), Rallus aquaticus aquaticus, pițigoi-pungar (Remiz pendulinus), mărăcinar (Saxicola rubetra), nagâț (Vanellus vanellus)